# Курки (Свердловская область)
Курки — село в Свердловской области, входящее в муниципальное образование Артинский городской округ и расположенное в 7-ми километрах от административного центра Арти. Является частью Куркинского сельского совета. Главой села является Сергей Стафеевич Илюшкин.

## История
Село Курки было основано примерно в 1675 году.
11 июня 2006 года в селе Курки прошёл марийский праздник Ага-Пайрам.

## Население
По данным 2009 года, в селе проживает 454 избирателя (совместно с деревней Мараканово).